# Descente aux Jeux olympiques
La descente a fait son apparition aux Jeux olympiques lors de l’édition de 1948 à Saint-Moritz en Suisse. C’est le Français Henri Oreiller qui en a ouvert le palmarès chez les hommes et la Suissesse Hedy Schlunegger chez les femmes. Cette discipline est considérée comme l’épreuve reine des Jeux olympiques d’hiver,.

## Palmarès

### Hommes
| Édition | Or                       | Argent                    | Bronze                                |
| ------- | ------------------------ | ------------------------- | ------------------------------------- |
| 1948    | Henri Oreiller (FRA)     | Franz Gabl (AUT)          | Karl Molitor (SUI) Rolf Olinger (SUI) |
| 1952    | Zeno Colò (ITA)          | Othmar Schneider (AUT)    | Christian Pravda (AUT)                |
| 1956    | Anton Sailer (AUT)       | Raymond Fellay (SUI)      | Andreas Molterer (AUT)                |
| 1960    | Jean Vuarnet (FRA)       | Hans-Peter Lanig (GER)    | Guy Périllat (FRA)                    |
| 1964    | Egon Zimmermann (AUT)    | Léo Lacroix (FRA)         | Wolfgang Bartels (GER)                |
| 1968    | Jean-Claude Killy (FRA)  | Guy Périllat (FRA)        | Jean-Daniel Dätwyler (SUI)            |
| 1972    | Bernhard Russi (SUI)     | Roland Collombin (SUI)    | Heinrich Messner (AUT)                |
| 1976    | Franz Klammer (AUT)      | Bernhard Russi (SUI)      | Herbert Plank (ITA)                   |
| 1980    | Leonhard Stock (AUT)     | Peter Wirnsberger (AUT)   | Steve Podborski (CAN)                 |
| 1984    | Bill Johnson (USA)       | Peter Müller (SUI)        | Anton Steiner (AUT)                   |
| 1988    | Pirmin Zurbriggen (SUI)  | Peter Müller (SUI)        | Franck Piccard (FRA)                  |
| 1992    | Patrick Ortlieb (AUT)    | Franck Piccard (FRA)      | Günther Mader (AUT)                   |
| 1994    | Tommy Moe (USA)          | Kjetil Andre Aamodt (NOR) | Ed Podivinsky (CAN)                   |
| 1998    | Jean-Luc Crétier (FRA)   | Lasse Kjus (NOR)          | Hannes Trinkl (AUT)                   |
| 2002    | Fritz Strobl (AUT)       | Lasse Kjus (NOR)          | Stephan Eberharter (AUT)              |
| 2006    | Antoine Dénériaz (FRA)   | Michael Walchhofer (AUT)  | Bruno Kernen (SUI)                    |
| 2010    | Didier Défago (SUI)      | Aksel Lund Svindal (NOR)  | Bode Miller (USA)                     |
| 2014    | Matthias Mayer (AUT)     | Christof Innerhofer (ITA) | Kjetil Jansrud (NOR)                  |
| 2018    | Aksel Lund Svindal (AUT) | Kjetil Jansrud (NOR)      | Beat Feuz (SUI)                       |
| 2022    | Beat Feuz (SUI)          | Johan Clarey (FRA)        | Matthias Mayer (AUT)                  |

### Femmes
| Édition | Or                                    | Argent                   | Bronze                   |
| ------- | ------------------------------------- | ------------------------ | ------------------------ |
| 1948    | Hedy Schlunegger (SUI)                | Trude Beiser (AUT)       | Resi Hammerer (AUT)      |
| 1952    | Trude Jochum-Beiser (AUT)             | Annemarie Buchner (GER)  | Giuliana Minuzzo (ITA)   |
| 1956    | Madeleine Berthod (SUI)               | Frieda Dänzer (SUI)      | Lucille Wheeler (CAN)    |
| 1960    | Heidi Biebl (GER)                     | Penny Pitou (USA)        | Traudl Hecher (AUT)      |
| 1964    | Christl Haas (AUT)                    | Edith Zimmermann (AUT)   | Traudl Hecher (AUT)      |
| 1968    | Olga Pall (AUT)                       | Isabelle Mir (FRA)       | Christl Haas (AUT)       |
| 1972    | Marie-Theres Nadig (SUI)              | Annemarie Pröll (AUT)    | Susie Corrock (USA)      |
| 1976    | Rosi Mittermaier (GER)                | Brigitte Totschnig (AUT) | Cindy Nelson (USA)       |
| 1980    | Annemarie Moser-Pröll (AUT)           | Hanni Wenzel (LIE)       | Marie-Theres Nadig (SUI) |
| 1984    | Michela Figini (SUI)                  | Maria Walliser (SUI)     | Olga Charvatova (CZE)    |
| 1988    | Marina Kiehl (FRG)                    | Brigitte Örtli (SUI)     | Karen Percy (CAN)        |
| 1992    | Kerrin Lee-Gartner (CAN)              | Hilary Lindh (USA)       | Veronika Wallinger (AUT) |
| 1994    | Katja Seizinger (GER)                 | Picabo Street (USA)      | Isolde Kostner (ITA)     |
| 1998    | Katja Seizinger (GER)                 | Pernilla Wiberg (SWE)    | Florence Masnada (FRA)   |
| 2002    | Carole Montillet (FRA)                | Isolde Kostner (ITA)     | Renate Götschl (AUT)     |
| 2006    | Michaela Dorfmeister (AUT)            | Martina Schild (SUI)     | Anja Pärson (SWE)        |
| 2010    | Lindsey Vonn (USA)                    | Julia Mancuso (USA)      | Elisabeth Görgl (AUT)    |
| 2014    | Tina Maze (SLO) Dominique Gisin (SUI) |                          | Lara Gut (SUI)           |
| 2018    | Sofia Goggia (ITA)                    | Ragnhild Mowinckel (NOR) | Lindsey Vonn (USA)       |
| 2022    | Corinne Suter (SUI)                   | Sofia Goggia (ITA)       | Nadia Delago (ITA)       |